# Torneo Albert Schweitzer 1981
Il Torneo Albert Schweitzer 1981 si è svolto nel 1981 a Mannheim, nell'allora Germania Ovest.

## Classifica finale
| Pos. | Squadra          |
| ---- | ---------------- |
|      | Stati Uniti      |
|      | Unione Sovietica |
|      | Bulgaria         |
| 4.   | Germania Ovest   |
| 5.   | Cecoslovacchia   |
| 6.   | Turchia          |
| 7.   | Jugoslavia       |
| 8.   | Inghilterra      |
| 9.   | Francia          |
| 10.  | Ungheria         |
| 11.  | Belgio           |
| 12.  | Polonia          |
| 13.  | Paesi Bassi      |
| 14.  | Finlandia        |
| 15.  | Svezia           |
| 16.  | Austria          |